# 俞濟時
俞濟時（1904年5月1日—1990年1月25日），字良楨，號邦梁、濟士，浙江省奉化縣奉南村人，中華民國陸軍中將，曾任中國國民黨總裁辦公室總務主任、中華民國總統府國策顧問，負責蔣中正的警衛工作十餘年，外放後帶出了國軍五大主力之一的第七十四軍。他所統領的第五軍88師參與一二八事變，因戰功獲得青天白日勳章。

## 生平
俞濟時是蒋中正的表外甥，远亲。5岁读私塾。9岁入俞家私立显承初级小学，1915年考入县立锦溪高等小学。1918年因目疾辍学，病愈后在奉化县大桥城永丰米店当学徒。1919年复学。1921年在慈北鸣鹤场当民信局信差4个月。1922年11月投奔任福建浦城县知事的族叔俞飞鹏，任县政府庶务。1923年4月随俞飞鹏辞职回乡。1924年投奔黄埔军官学校筹备委员兼军需处临时主任俞飞鹏，得保荐考入黄埔军校第一期。
畢業後在军校教导团分配到军校教导第1团第1营见习排长。1925年军校教导第2团成立，调任第2团3营9连排长。军校教导团擴編党军第1旅後，出任第1旅第1团连长。後國民政府將麾下部隊改組為国民革命军，俞濟時在國民革命軍第一軍第1师营长。参加两次东征，由少尉升至少校。1926年任国民革命军第3师第9团团附。1926年5月，侍卫大队扩大为国民革命军总司令部警卫团，任警卫团第2营中校营长。北伐战争开始后，警卫团2营为蒋介石的贴身警卫部队。蔣中正之所以將其納為側近，一說因是同鄉，另一說則認為其伯父俞飛鵬對俞協助甚多。 1927年4月南京国民政府成立，任国民革命军第一军第1師第4团上校团长。1928年参加兖州、大汶口战役。
1928年12月，调任国民政府警卫团少将团长。1929年6月国民政府警卫团扩为警卫第一旅，任旅长兼南京警备司令。1929年12月兼中央宪兵代司令。1930年1月，警卫旅扩为警卫司令部，下辖两个旅，任警卫司令兼第一旅旅长。率部参加中原大战随护蒋中正，1930年10月兼任开封警备司令。1930年12月警卫司令部与教导第一师合编为警卫师，师长冯轶斐，副师长俞濟時。
1931年3月，警卫师扩编为警卫军，军长兼警卫第一师师长冯轶斐，警卫第二师师长俞濟時。1931年初的寧粵分裂導致蔣中正被迫下野，南京政府由廣東派系主持，陳銘樞任京滬衛戍司令。1931年底警卫军番号撤销，警卫第一师更名為國民革命軍第87师，警卫第二师改为國民革命軍第88師，俞濟時續任88師師長。1932年一二八事變，在杭州主动请缨上前线。蒋中正回复：贵师行动一听何部长命令，如果运沪作战，务希奋勇自强，以保荣誉。日軍派陸戰隊登陸上海。88師被編入國民革命軍第五軍序列，增援十九路軍以迎擊日軍。在庙行镇、蕴草浜一带抗击日军，作戰中俞濟時腹部中弹肠子穿孔，送租界德国宝隆医院治疗。1932年10月獲頒青天白日勳章，為第14位獲勳者。俞济时写的《“一·二八”淞沪抗日战役经纬回忆》中，记录了88师（不包括该师独立旅）伤亡共计3,219人、占总兵力的四分之一，其中1,091名阵亡。
1933年1月任浙江省保安处处长，组建了7个保安团，保安團領導军官從黄埔軍校畢業生撥編，使浙江省保安團的基礎戰力較其它省分編練的同類部隊要為精實。1934年2月率第浙江省保安2、6、7、8团开赴江西省东北，围剿方志敏、寻淮洲等领导的红军北上抗日先遣队。1934年11月兼任浙赣皖闽边区追剿纵队司令，还统一指挥第44师、第7师第21旅、补充第一旅。因在怀玉山区俘获方志敏，荣获二等宝鼎勋章。1935年7月任第國民革命軍第58師师长。1935年11月参加中国国民党第五次全国代表大会。1936年1月铨叙陆军中将，是黄埔一期中最早一批中将。
抗战爆发后，1937年9月1日在浙江由王耀武第51师（辖周志道151旅、李天霞153旅）和俞济时第58师（辖吴继光174旅、邱维达172旅）合编组建第74军，任74军军长兼58师师长。1937年底冯圣法继任第58师师长。俞济时率部参加淞沪会战，在青浦、苏州、武进一带作战。继而参加南京保卫战，陷城前因事先向担任交通部长的族叔俞飞鹏要来2艘火轮，这使的74军军部得以安全渡到江北。1938年5月在河南砀山参加陇海路东段作战及兰封会战，荣获华胄勋章。1938年7月升第三十六军团军团长兼第七十四军军长，调江西。1938年10月参加德安战役、万家岭战役，击溃日军一个旅团，跻身五大王牌之列。1938年11月中旬兼任长沙株洲警备司令，善后长沙大火。1939年1月任第二十集团军副总司令兼第七十四军军长，参加南昌会战。因攻克高安荣获河图勋章。1939年6月任第十九集团军副总司令兼第七十四军军长。参加南浔路会战。1939年10月调任第十集团军副总司令兼第八十六军军长，在浙东行署驻防。1940年1月兼浙江省抗敌自卫团副总司令、代总司令。1940年8月兼浙东海防总指挥。1941年4月中旬，镇海、宁波、绍兴、海门、温州等地相继被日军登陆沦陷。
1941年10月回重庆，派往仰光考察。1942年11月任國民政府軍事委員會委員長侍衛長，1943年兼国民政府军事委员会委员长侍从室第一处副主任。1943年11月随蒋介石出席开罗会议。1943年12月侍从室第一处主任商镇赴美公干，俞濟時代理主任。1944年8月入陆军大学甲级将官班第一期受训。1945年3月任第三十六集團軍總司令，兼任侍卫长及侍从室第一处代主任。1945年5月专任侍卫长。
抗战胜利后，1945年11月任国民政府参军处军务局局长。1946年9月当选为三青团中央干事会干事。1947年7月选为国民党第六届中央执行委员。1948年5月任總統府第三局局長。1949年1月随蒋介石退居溪口，1945年4月25日随蒋介石离开奉化。1949年8月任国民党总裁办公室总务主任兼侍卫长。
1950年3月任总统府第二局局长及战略顾问。1951年10月当选为国民党第七届中央委员，辞去战略顾问职务，转为预备役。1955年6月6日发生所谓的孙立人趁蒋中正在屏东阅兵时发动“兵谏叛变”的前一天，俞濟時在家擦枪走火误伤了自己大腿，被卷入此案；卸侍卫长职，由空军政战部主任吴顺明接任。1956年以后任总统府國策顧問至1990年去世為止。
　　

## 著作
《时代新军人应有之修养》、《孙子之战术战略思想采微》、《八十虚度追忆》、《八六述怀》等。

## 荣誉
- 二等云麾勋章（1945年12月15日批准[2]）

## 相关人物
- 族叔：俞飞鹏，文官到交通部长，武官到二级上将。
- 兄：俞济民
- 俞国华：台湾时期任国民党副主席、行政院长

## 藝術形象
- 2009年，建國大業，劉德華飾演